# ブルガリア人の一覧
ブルガリア人の一覧（ -いちらん）は、ブルガリア出身の著名人の一覧である。

## あ行
- 碧山亘右 - 大相撲力士
- アジス - ポップ・フォーク歌手
- ワシル・アプリロフ - 教育家、文筆家
- マイケル・アーレン - 小説家。アルメニア人
- アリシア - ポップ・フォーク歌手
- アネリア - ポップ・フォーク歌手
- イヴァナ - ポップ・フォーク歌手
- スヴェトラ・イヴァノヴァ - 歌手
- イヴァン・ヴァゾフ - 詩人・作家・劇作家
- ヴァシル・ステファノフ - 指揮者
- ヴェロニカ - ポップ・フォーク歌手
- ウスタタ - ラッパー
- パンチョ・ヴラディゲロフ - 作曲家、ピアニスト
- エミリア - ポップ・フォーク歌手
- エクストラ・ニーナ - ポップ・フォーク歌手。

## か行
- フィリップ・キルコロフ - 歌手
- ヴェッセリーナ・カサロヴァ - メゾソプラノ歌手
- エリアス・カネッティ - 作家・思想家。ユダヤ系
- カメリア (歌手) - ポップ・フォーク歌手
- リューベン・カラベロフ - 作家、民俗学者、独立運動家
- カリ (ブルガリアの歌手) - ポップ・フォーク歌手
- ニコライ・ギャウロフ - オペラ・バス歌手
- イヴァラ・キロワ（ドイツ語版） - ピアニストであり作曲家。現在、ドイツ・ミュンヘン在住
- ユリア・クリステヴァ - 哲学者。ユダヤ系
- クリスト - 美術家
- ボリス・クリストフ - クラシック歌手。
- グロリア (歌手) - ポップ・フォーク歌手
- ゲルガナ - ポップ・フォーク歌手
- エミル・コスタディノフ - サッカー選手
- 琴欧洲勝紀 - 大相撲力士
- コンデョー - ポップ・フォーク歌手

## さ行
- シメオン・サクスコブルクゴツキ - 元ブルガリア国王
- トドール・ジヴコフ - 政治家
- ゲオルギ・シシュコフ - ドイツで活動する哲学者
- ステファン・スタンボロフ - 政治家
- フリスト・ストイチコフ - サッカー選手
- ジーナ・ストエヴァ - ポップ・フォーク歌手
- イリアン・ストヤノフ - サッカー選手
- スパルタクス - トラキア人の剣闘士奴隷
- スタニスラフ・アイエネフスキー - 俳優

## た行
- フリッツ・ツヴィッキ - スイス人の天文学者
- キリル・デスポドフ - サッカー選手
- グリゴール・ディミトロフ - テニス選手
- ゲオルギ・ディミトロフ - 首相、コミンテルン書記長
- フィリプ・ディミトロフ - 政治家
- テオドラ (歌手) - ポップ・フォーク歌手。
- デシ・スラヴァ - ポップ・フォーク歌手
- エシル・デュラン ポップ・フォーク歌手。トルコ系ブルガリア人
- ツヴェタン・トドロフ - 思想家、哲学者、文芸批評家
- ツヴェテリーナ - ポップ・フォーク歌手。
- ベセリン・トパロフ - チェスの選手
- ニーナ・ドブレフ - カナダの女優
- エリツァ・トドロヴァ - 民俗音楽のパーカッショニスト、歌手
- スラヴィ・トリフォノフ - 芸能人。俳優、歌手、ヴィオラ奏者

## な行
- エミール・ナウモフ - ピアニスト。ユダヤ系
- アルメン・ナザリャン - オリンピック選手。アルメニア人
- ニナ・ニコリーナ - 歌手

## は行
- ジュール・パスキン - 画家。ユダヤ系
- イヴォ・パパゾフ - クラリネット奏者。
- シルヴィ・ヴァルタン - フレンチポップ歌手
- ジャン・ヴィデノフ - 首相
- パナヨト・ヒトフ - ブルガリア独立運動家
- ドーブリ・フリストフ - 作曲家
- プレスラヴァ - ポップ・フォーク歌手
- ディミタール・ベルバトフ - サッカー選手
- スティリアン・ペトロフ - サッカー選手
- ダヴィド・ペレツ - 画家。ユダヤ系
- フリスト・ボテフ - 詩人、独立運動家
- フリスト・ボネフ - サッカー選手
- マリアナ・ポポヴァ - 歌手

## ま行
- マクシム (ブルガリア総主教) - ブルガリア正教会の首座主教
- マリア (ブルガリアの歌手) - 歌手
- ソフィ・マリノヴァ - ポップ・フォーク歌手。ロマ人。
- カテリナ・マレーバ - 女子プロテニス選手
- マグダレナ・マレーバ - テニス選手

## や行
- ストヤン・ヤンクロフ - ミュージシャン

## ら行
- ライナ - 歌手。
- ゲオルギ・ラコフスキ - 革命家
- ルメン・ラデフ - 政治家、同国現大統領（第5代）。かつては軍人であり、階級は少将。
- ジルマ・ルセフ - ブラジルの大統領
- ワシル・レフスキ - 革命家
- レニ - ポップ・フォーク歌手。

## わ行
- アレクシス・ワイセンベルク - ピアニスト。ユダヤ系